# Estádio Malvinas Argentinas
O Estádio Malvinas Argentinas é um estádio multiuso localizado no Parque General San Martín, na cidade de Mendoza, capital da província de mesmo nome, na Argentina. A praça esportiva, usada principalmente para o futebol, pertencente ao Governo da Província de Mendoza, foi inaugurada em 14 de maio de 1978 e tem capacidade aproximada para 42 000 espectadores.

Logo comercial oficial do estádio

## História
A Argentina foi escolhida como a nação anfitriã da Copa do Mundo de 1978 pela Federação Internacional de Futebol (FIFA) em Londres, na Inglaterra, em 6 de julho de 1966. Mendoza, como uma das maiores cidades do país, foi escolhida como uma das sedes. A comissão organizadora, sob supervisão da ditadura militar que governou a Argentina de 1976–1983, propôs um novo estádio a ser construído no Cerro de la Gloria, no Parque General San Martín.[carece de fontes?]
O estádio foi projetado pelo uruguaio Rafael Viñoly, e sua construção começou em 1976. Originalmente chamado de "Estadio Ciudad de Mendoza" ("Estádio da Cidade de Mendoza") foi inaugurado em 14 de maio de 1978 com um amistoso entre um selecionado formado por jogadores de Mendoza e outro por jogadores de San Rafael. Durante junho de 1978, Mendoza sediou seis partidas da Copa do Mundo da FIFA, três partidas do grupo 4 na primeira fase e três partidas do grupo B na segunda fase.
Até 1982, o estádio se chamava simplesmente Estadio Ciudad de Mendoza. Posteriormente, recebeu seu nome atual por razões patrióticas em meio à Guerra das Malvinas entre a Argentina e o Reino Unido. O novo nome reflete as reivindicações de soberania da Argentina sobre as Ilhas Malvinas.
Foi reformado para receber jogos da Copa América de 2011. É o maior estádio da província de Mendoza e um dos mais importantes do país.